# Craugastor trachydermus
Craugastor trachydermus är en groddjursart som först beskrevs av Campbell 1994.  Craugastor trachydermus ingår i släktet Craugastor och familjen Craugastoridae. IUCN kategoriserar arten globalt som akut hotad. Inga underarter finns listade i Catalogue of Life.